# Euthynai
Euthynai is een procedure in klassiek Athene waarbij elke ambtenaar (die voor één jaar door het lot werd aangesteld) na afloop van z'n ambtstermijn  verantwoording aan de burgerij moest afleggen.
Er werd  eerst een onderzoeksrapport door een logistès (voorzitter van een afdeling van een dikasterion) opgesteld. Vervolgens kon iedere burger een aanklacht indienen bij de Euthynoi, waarna die voor een sectie van een dikasterion werd behandeld.